# Liste der denkmalgeschützten Kleinarchitekturen in Radebeul

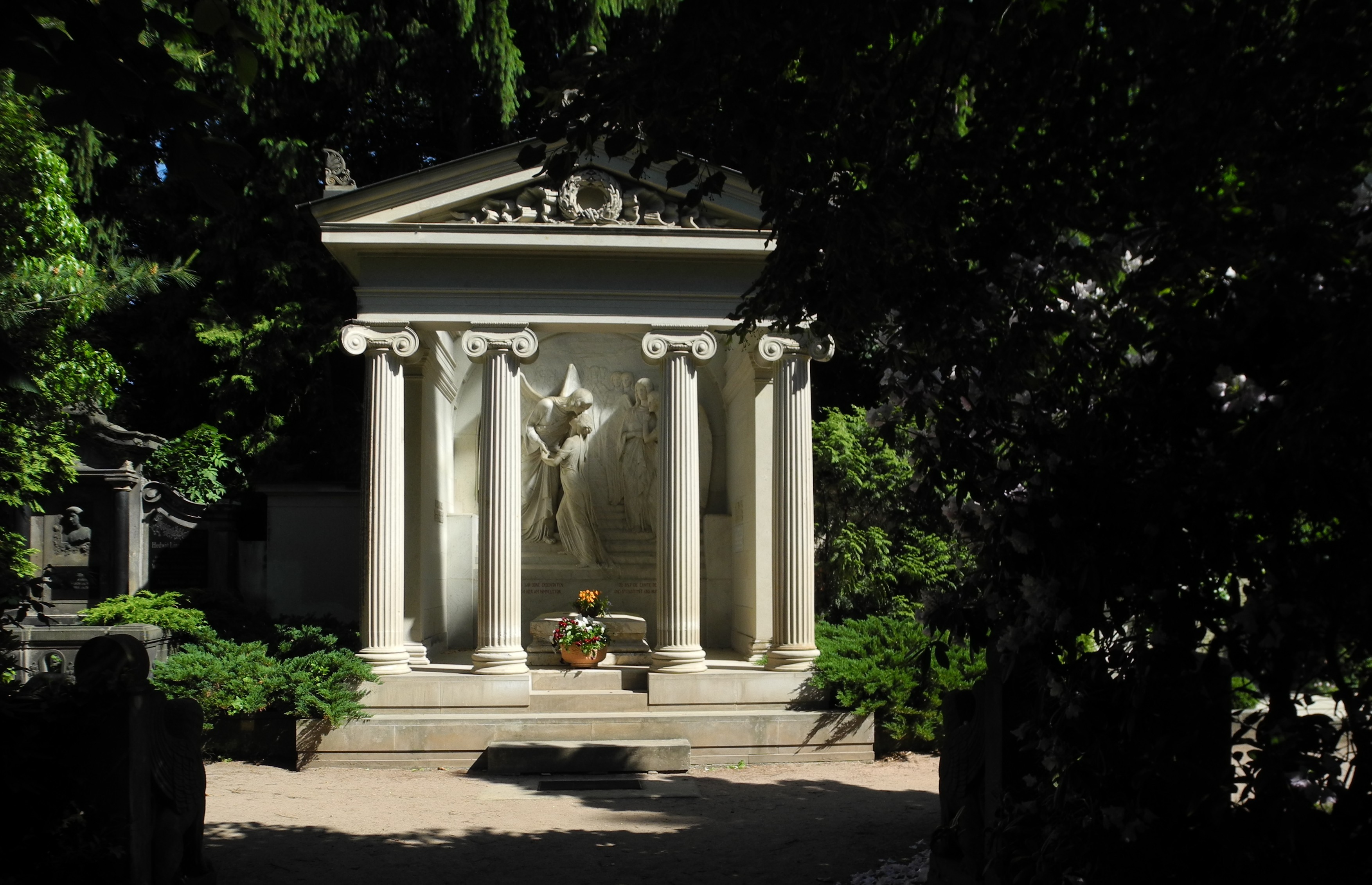
Karl-May-Grabmal

Die Liste der denkmalgeschützten Kleinarchitekturen in Radebeul stellt diverse Baulichkeiten der Kleinarchitektur dar, die heute in der sächsischen Stadt Radebeul unter Denkmalschutz stehen.
Kleinarchitekturen finden sich in Radebeul häufig innerhalb der zahlreichen denkmalpflegerischen Sachgesamtheiten, Werke der Landschafts- und Gartengestaltung beziehungsweise  denkmalpflegerischen Nebenanlagen oder Baudenkmale, weitere sind jedoch auch als Einzeldenkmal beschrieben und geschützt.
So ist der alleinstehende Gartenpavillon in der Pestalozzistraße 5 ein Einzeldenkmal, und auch der hinten im Garten eines Hauses in der Ludwig-Jahn-Straße 2 stehende Pavillon ist ohne das Gebäude als Einzeldenkmal verzeichnet. Der Gartenpavillon in der Ludwig-Richter-Allee 24 ist Teil des Schutzumfangs des dortigen Baudenkmals, während der Pavillon in der Spitzhausstraße 28 zusammen mit den anderen Kleinarchitekturen Bestandteil der denkmalpflegerischen Nebenanlage rund um das dort stehende Baudenkmal Lindenhof ist.
Auch die Toranlage in Altwahnsdorf 63 ist ein Einzeldenkmal, während der von 1597 stammende Torbogen in Altnaundorf 29 Teil des dort denkmalgeschützten Dreiseithofs ist. Das Hoftor des Meinholdschen Turmhauses stellt einen Teil der denkmalpflegerischen Nebenanlage des Kulturdenkmals dar, während das Weinbergsportal „Am Goldenen Wagen“ Teil der denkmalpflegerischen Sachgesamtheit der Hoflößnitz sowie des dazugehörigen Werks der Landschafts- und Gartengestaltung ist.

## Legende
Die in der Tabelle verwendeten Spalten listen die im Folgenden erläuterten Informationen auf:
- Typ: Die unterschiedlichen Arten von Kleinarchitektur. Solange die Tabelle noch nicht umsortiert ist, kann der entsprechende Tabellenabschnitt über das folgende Inhaltsverzeichnis direkt angesprungen werden.
 Inhaltsverzeichnis: Übersicht über die Lage der Radebeuler Stadtteile
  1. Portale und Toranlagen
  2. Weinbergsbauten
  3. Künstliche Ruinen
  4. Grotten
  5. Tempel und Grufthäuser
  6. Gartenpavillons
  7. Pergolen
  8. Brunnen und Wasserbecken
  9. Bewässerungsbauten
  10. Talutmauern
  11. Transformatorstationen
  12. Wartehallen
  13. Weitere Funktionsbauten
  14. Funktionssteine

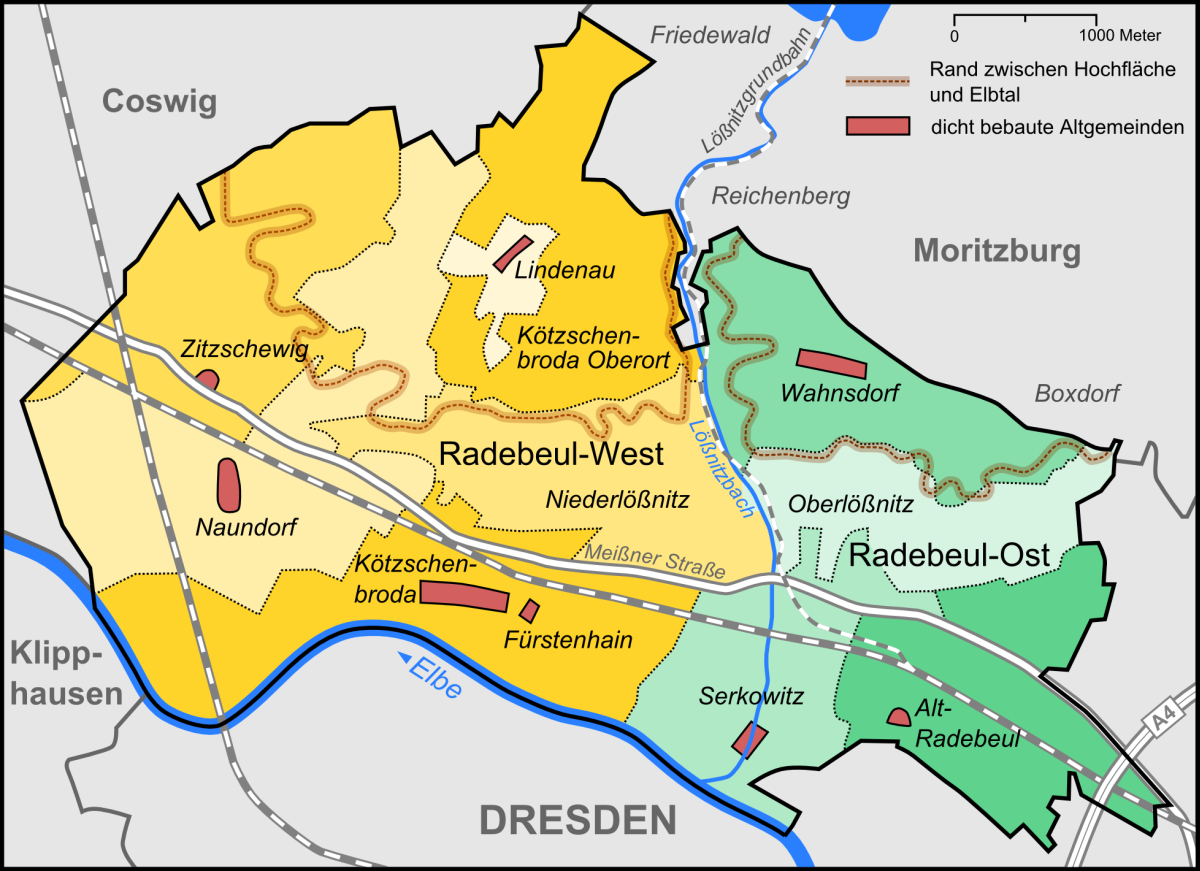
Übersicht über die Lage der Radebeuler Stadtteile

- Bezeichnung: Bezeichnung des einzelnen Objekts, als Wikilink mit eigenem Artikel.
- Standort, Koordinaten: Adresse nach der Denkmalliste. In Klammern der Name des Gesamtobjekts, eventuell auch mit eigenem Artikel.
- Stadtteil: Radebeuler Stadtteil, so wie in der hiesigen Karte dargestellt.
- Jahr: Baujahr, so weit bekannt oder ableitbar.
- Art des Kulturdenkmals. Anmerkungen (sortierbar nach folgenden Kürzeln): Nähere Erläuterung, falls kein eigener Artikel oder der eines Ensembles existiert.
 Kürzelverzeichnis:
  - ED: Das Objekt ist selbst ein Einzeldenkmal.
  - T ED: Das Objekt ist Teil eines Einzeldenkmals.
  - T DNA: Das Objekt ist Teil einer denkmalpflegerischen Nebenanlage.
  - T SG WLG: Das Objekt ist Teil einer Sachgesamtheit und eines Werks der Landschafts- und Gartengestaltung.
  - T SG: Das Objekt ist Teil einer Sachgesamtheit.
  - T WLG: Das Objekt ist Teil eines Werks der Landschafts- und Gartengestaltung.
- Bild: Soweit das Objekt aus dem öffentlichen Raum zu sehen ist.

## Auflistung der Kleinarchitekturen
| Typ                      | Bezeichnung                                    | Standort, Koordinaten                                                                                     | Stadtteil      | Jahr                      | Art des Kulturdenkmals. Anmerkungen | Bild |
| ------------------------ | ---------------------------------------------- | --- | -------------- | ------------------------- | --- | --- |
| Portale, Toranlagen      | Toranlage                                      | Altkötzschenbroda 48 (Alte Apotheke) (Lage)                                                               | Kötzschenbroda | um 1760                   | T ED. Toranlage aus zwei Pfeilern mit Abdeckungen und Kugelbekrönung. | Torbogen Altkötzschenbroda 48, Alte Apotheke, um 1760                                                                              |
| Portale, Toranlagen      | Torbogen                                       | Altnaundorf 29 (Dreiseithof Altnaundorf 29) (Lage)                                                        | Naundorf       | 1597                      | T ED. Großer rundbogiger Torbogen, verbunden mit dem Auszugshaus. Datiert 1597. Überstand den großen Dorfbrand von 1822. | Torbogen Altnaundorf 29, datiert 1597                                                                                              |
| Portale, Toranlagen      | Toranlage                                      | Altwahnsdorf 63 (Lage)                                                                                    | Wahnsdorf      | 1769                      | ED. Große rundbogige Durchfahrt und kleine rundbogige Mannspforte. Schlussstein mit Initialen IGR und Datierung. | Toranlage Altwahnsdorf 63 |
| Portale, Toranlagen      | Torbogen                                       | Altzitzschewig 3 (Lage)                                                                                   | Zitzschewig    | 1824                      | ED. Gedrückt rundbogiger Torbogen mit Kämpfersteinen und Schlussstein. Dieser mit Initialen J.G.S., No.39 und Datierung. | Torbogen Altzitzschewig 3, datiert 1824                                                                                            |
| Portale, Toranlagen      | Portalanlage                                   | Auerweg 2 (Wettinshöhe) (Lage)                                                                            | Zitzschewig    | 1880                      | T WLG. Das Rundbogenportal mit einem Flachgiebel mit Obeliskenaufsatz und Voluten an den Seiten ist Teil der südlichen Umfassungsmauer. | Haus Wettinhöhe: Einfriedung zur Hangkante, das Tor mit Wappen                                                                     |
| Portale, Toranlagen      | Toranlage                                      | Augustusweg 100 (Meyer-Villa) (Lage)                                                                      | Oberlößnitz    | um 1957                   | T WLG. Aufwändige Toranlage mit schmiedeeisernem Tor in einer Bruchsteinmauer. | Tor der Meyer-Villa |
| Portale, Toranlagen      | Toranlage                                      | Bennostraße 7 (Haus Leonhardt) (Lage)                                                                     | Oberlößnitz    | um 1843, um 1904          | T WLG. Die Sandstein-Torpfeiler mit Abdeckplatte und Kugelaufsätzen sind wohl von 1843. Das zweiflügelige schmiedeeiserne Tor mit barockisierendem Gitter ist von 1904. | Haus Leonhardt: Toranlage |
| Portale, Toranlagen      | Eingangspforte                                 | Eduard-Bilz-Straße 49 (Haus Albertsberg) (Lage)                                                           | Oberlößnitz    | 1660                      | T ED. Die rundbogige Grundstückspforte in der Einfriedung des ehemaligen Weinbergsanwesens zeigt oben die Datierung 1660. | Eingangspforte Haus Albertsberg |
| Portale, Toranlagen      | Eingangstor                                    | Einsteinstraße 24 (Mietvilla Paul Werner) (Lage)                                                          | Alt-Radebeul   | um 1904                   | T ED. Zwischen Pfeilern mit Abdeckung und Kugelabschluss sitzt das zweiflügelige Eingangstor, belegt mit einem Netzgitter mit jugendstiligem Strahlenmotiv, ähnlich dem in der Einfriedung. Architekt Carl Käfer. | Einsteinstraße 24 (Mietvilla Paul Werner)                                                                                          |
| Portale, Toranlagen      | Eingangstor                                    | Einsteinstraße 26 (Mietvilla Max Schulze) (Lage)                                                          | Alt-Radebeul   | 1903                      | T ED. Das aufwändige Eingangstor besteht aus einem säulengestützten und hoch gemauerten Rundbogen mit einem Obelisken obenauf, darin ein zweiflügeliges geschwungenes Lattentor. Architekt Carl Käfer. | Einsteinstraße 26 (Mietvilla Max Schulze)                                                                                          |
| Portale, Toranlagen      | Einfahrtssituation nebst Einfriedung           | Graue-Presse-Weg 16 (Lage)                                                                                | Wahnsdorf      | um 1800                   | ED. Straßenseitige Bruchstein-Einfassungsmauer nebst trompetenförmig einwärts gezogener Einfahrtssituation, Torpfeiler und Holztor, flankierende Bäume. Einfahrt des ehemaligen, größten Wahnsdorfer Weinguts „Graue Presse“. | Eingangssituation Graue-Presse-Weg 16                                                                                              |
| Portale, Toranlagen      | Toranlage                                      | Hohe Straße 38 (Villa Edmund Friedrich Werner) (Lage)                                                     | Niederlößnitz  | vermutlich um 1916        | T ED. Toranlage aus breit aufgestellten Sandsteinpfeilern, obenauf mit wappentragenden Löwen aus Sandstein. Zwischen den Pfeilern ein schmiedeeisernes Tor. | Eingangspforte Hohe Straße 38 |
| Portale, Toranlagen      | Einfriedung mit Einfahrtsportal                | Johannesstraße 11 (Lage)                                                                                  | Niederlößnitz  | 1891                      | ED. Zwei unterschiedlich breite, nebeneinanderliegende zweiflügelige Einfahrten in einer Einfriedung aus schmiedeeisernen Lanzettzaunfeldern zwischen mit Platten abgedeckten Sandsteinpfeilern. Die kleinere Einfahrt mit Kugelbekrönung und einem schmiedeeisernen Ornamentbogen. | Eingangspforte Johannesstraße 11                                                                                                   |
| Portale, Toranlagen      | Toranlage                                      | Lößnitzgrundstraße 19 (Winzerhaus, ehemaliges Backhaus und Toranlage der Hoflößnitz) (Lage)               | Oberlößnitz    | im 18. Jh.                | T SG WLG. Toranlage zur Hoflößnitz. Zwei Sandsteinpfeiler mit Deckplatten, darauf Kugel auf quadratischem Fuß mit gekehltem Aufsatz. Dahinter verläuft die Aufgangstreppe zur Hoflößnitz vom Lößnitzgrund aus. | Toranlage Hoflößnitz |
| Portale, Toranlagen      | Gittertor                                      | Meißner Straße 35 (Chemische Fabrik v. Heyden) (Lage)                                                     | Alt-Radebeul   | um 1900                   | T ED. Barockisierendes Gittertor als Teil der Fabrikeinfriedung aus Lanzettzäunen. | Chemische Fabrik v. Heyden, Gittertor, 2008                                                                                        |
| Portale, Toranlagen      | Türstock mit Tür                               | Mittlere Bergstraße 53 (Lage)                                                                             | Zitzschewig    | 1799                      | ED. Türstock in einer Einfriedungsmauer mit Sandsteingewänden mit flachem Korbbogen und Schlussstein mit Datierung. Türblatt mit Fischgrätenmuster. | Türstock Mittlere Bergstraße 53, datiert 1799                                                                                      |
| Portale, Toranlagen      | Toranlage                                      | Neue Straße 12 (Villa Krüger) (Lage)                                                                      | Kötzschenbroda | vermutlich 1890           | T WLG. Die aufwendige Toranlage besteht aus mit Obelisken bekrönten Pfeilern, dazwischen ein schmiedeeisernes Tor mit den Initialen W und H. | Toranlage, Neue Straße 12 |
| Portale, Toranlagen      | Torbogen                                       | Neue Straße 23 (Lage)                                                                                     | Kötzschenbroda | um 1850                   | ED. Hoftor mit korbbogigem Torbogen und geradem Abschluss. | Torbogen Neue Straße 23 |
| Portale, Toranlagen      | Portal „Goldener Wagen“                        | Am Goldenen Wagen / Spitzhaustreppe (Lage)                                                                | Oberlößnitz    | 1925                      | T SG WLG. Die markante Toranlage führt in den der Weinlage Radebeuler Goldener Wagen namengebenden Weinberg, der zur historischen Hoflößnitz gehört und heute mit Erbbaurecht durch Schloss Wackerbarth bewirtschaftet wird. Den Rundbogen aus Sandstein schließt ein Schlussstein mit dem vergoldeten Relief eines Pferdewagens mit Figur, die an einem Stab eine Weintraube hält. Darunter die Inschrift: „1710 ‣ 1925 / Staatlicher Weinberg / Goldner Wagen“. Errichtet nach Entwurf des Architekten Alfred Tischer. | Torbogen Goldener Wagen |
| Portale, Toranlagen      | Hoftor                                         | Weinbergstraße 10 (Meinholdsches Turmhaus) (Lage)                                                         | Oberlößnitz    | vermutlich um 1853        | T DNA. Hoftor aus zwei kräftigen Sandsteinpfeilern mit Abdeckung, obenauf zwei Putten. Das Holztor besteht aus lyraförmig ausgebildeten hölzernen Torflügeln. | Hoftor Meinholdsches Turmhaus |
| Portale, Toranlagen      | Toreinfahrt                                    | Winzerstraße 80 (Haus Stephani) (Lage)                                                                    | Niederlößnitz  | vermutlich um 1800        | T ED. Toreinfahrt in Bruchsteinmauer aus kräftigen Torpfeilern mit Deckplatten und Kugelköpfen, dazwischen ein Holztor. | Haus Stephanie, Tor |
| Weinbergs-Bauten         | Aussichtsturm mit Geräteraum (Blechburg)       | Augustusweg 110 (Jägerberg) (Lage)                                                                        | Wahnsdorf      | 1844                      | T WLG. Der heute ruinöse Bau mit Aussichtsbastion steht auf der Höhe des Weinbergs Jägerberg. Der Architekt Woldemar Hermann errichtete einen Aussichtsturm „im gotischen Style“ mit Vorrats- und Geräteraum. | Aussichtsturm Blechburg über dem Jägerberg                                                                                         |
| Weinbergs-Bauten         | Weinbergspavillon                              | Jägerhofstraße 17a (Lage)                                                                                 | Niederlößnitz  | 1901                      | ED. Zum Tal hin zweigeschossiger Weinbergspavillon von quadratischem Grundriss, eingebunden in die Einfriedung. Entwurf Adolf Neumann, Bauherren Carl Georg Semper und Adolf Louis Eberhardt. | Weinbergspavillon Jägerhofstraße 17a                                                                                               |
| Weinbergs-Bauten         | Muschelpavillon                                | Spitzhaustreppe / Spitzhausstraße (Lage)                                                                  | Oberlößnitz    | 1747–50                   | T SG WLG. In die Weinbergsmauer eingelassener Muschelpavillon über halbkreisförmigem Grundriss, am oberen Ende der Spitzhaustreppe. Zugang über dreistufige Freitreppe, innen zwei Ruhebänke. Oben verbretterter triumphbogiger Abschluss. | Spitzhaustreppenpavillon |
| Weinbergs-Bauten         | Weinbergspavillon (Jacobstein)                 | Wackerbarthstraße 1 (oberhalb Haus Fliegenwedel) (Lage)                                                   | Niederlößnitz  | 1742/43                   | T SG WLG. Der einfache Rundbau hat auf einem Stockwerk mit drei Fenstern ein massives Kuppeldach, ist unterkellert und hat eine Umfassungsmauer mit drei Schießscharten für Böller. Obenauf steht eine 1953 geschaffene Kopie der zur Entstehungszeit aufgesetzten, 1,8 Meter großen Bacchusfigur mit Thyrsos. | Jacobstein |
| Weinbergs-Bauten         | Bergwarte (Schnecke im Weinberg oder Cikkurat) | Bodenweg nahe 29 (Haus Hermannsberg, Weinbergstraße 34) (Lage)                                            | Oberlößnitz    | vermutlich 17. Jh.        | ED. Bergwarte oberhalb von Haus Hermannsberg in Form einer Schnecke. Vermutlich im 17. Jahrhundert aufgeschichtet, auf einer Ansicht 1842 dokumentiert. Außen auf der Schnecke verläuft ein spiralförmiger Weg bis zum Aussichtsplateau auf der Spitze. Am talseitigen Fuß der Cikkurat befindet sich ein kleiner Gewölbekeller. | Cikkurat |
| Künstliche Ruinen        | Künstliche Ruine                               | Augustusweg 110 (Jägerberg) (Lage)                                                                        | Oberlößnitz    | 1852                      | T WLG. Der Architekt Woldemar Hermann errichtete auf halber Höhe des Jägerbergs eine, heute ruinöse, Künstliche Ruine. | Künstliche Ruine auf dem Jägerberg                                                                                                 |
| Künstliche Ruinen        | Künstliche Ruine, Aussichtsturm (Mäuseturm)    | Eduard-Bilz-Straße 53 (Bilz-Sanatorium) (Lage)                                                            | Oberlößnitz    | 1837/40                   | T SG. Der als Künstliche Ruine errichtete Aussichtsturm stürzte 1868 ein und wurde 1870 wieder aufgebaut. 1890 wurde er Teil des Bilz-Sanatoriums. Nach Blitzschlag um 1995 verfiel die Künstliche Ruine zu der heutigen echten Ruine. | Künstliche Ruine über dem Bilz-Sanatorium (Mäuseturm)                                                                              |
| Künstliche Ruinen        | Künstliche Ruine                               | Moritzburger Straße 51 (Mohrenhaus) (Lage)                                                                | Niederlößnitz  |                           | T DNA. Die Künstliche Ruine steht weiter westlich im Park des Mohrenhauses. | Künstliche Ruine am Mohrenhaus |
| Grotten                  | Grotte, Künstliche Ruine                       | August-Bebel-Straße 23 (Villa E. A. Schmid) (Lage)                                                        | Alt-Radebeul   | zwischen 1896/97 und 1915 | T WLG. Im Park steht eine Künstliche Ruine in der Form einer Grotte. | Von außen nicht einsehbar. |
| Grotten                  | Grotte                                         | Kynastweg 26 (Kynast) (Lage)                                                                              | Zitzschewig    | um 1750                   | T WLG. Die muschelförmige Grotte steht im oberen Teil des Anwesens innerhalb wiederaufgerebter Weinbergsterrassen. Die aus Bruchsteinen errichtete Halbkuppel ist innen glatt geputzt. | Von außen nicht einsehbar. |
| Grotten                  | Grotte                                         | Meißner Straße 96 (Mietshaus Alex Egerland) (Lage)                                                        | Alt-Radebeul   | 1896/97                   | T DNA. Die Grotte befindet sich in dem sich seitlich des Hauses an der Straßenecke befindlichen Gartenstück. | Unter dem Baum und dem Busch liegt die Grotte.                                                                                     |
| Tempel, Grufthäuser      | Rundtempel                                     | Bischofsweg 1 (Bischofspresse) (Lage)                                                                     | Zitzschewig    | um 1800                   | T ED. Der klassizistische, aus Sandstein gebaute Rundtempel besteht aus sechs auf kubischen Postamenten stehenden Säulen, darüber ein Architrav, Gesims und eine flache Kuppel. Errichtet vom Dresdner Stadtchirurgen Michael Elz um 1800 in Erinnerung an seine früh verstorbene Frau. Zu DDR-Zeiten abgebaut und eingelagert, um 1995 wieder aufgebaut. | Rundtempel an der Bischofspresse                                                                                                   |
| Tempel, Grufthäuser      | Grabmalstempel, Grufthaus (May-Grabmal)        | Friedhofstraße 11 (Friedhof Radebeul-Ost) (Lage)                                                          | Alt-Radebeul   | 1903                      | T SG WLG. Das 5 Meter hohe Grufthaus von Klara und Karl May hat die Form eines griechischen Niketempels mit vier ionischen Säulen. Der Entwurf stammt von dem Radebeuler Architekten Paul Ziller, das figurative Marmorbild „Engel empfangen eine irdische Seele“ von Selmar Werner und die zwei von Löwengreifen flankierten Ruhebänke von Sascha Schneider. | Karl-May-Grabmal |
| Tempel, Grufthäuser      | Grufthaus                                      | Friedhofstraße 11 (Friedhof Radebeul-Ost) (Lage)                                                          | Alt-Radebeul   | 1898                      | T SG WLG. Das runde Grufthaus aus Sandstein wurde 1898 für Franz Bauer errichtet. Es hat eine Rundkuppel mit Kupferdach über einer kleinen Halle, ein Rundbogenportal mit Dreiecksgiebel als Eingang sowie bleiverglaste Fenster an den Seiten. | Grufthaus Franz Bauer auf dem Friedhof Radebeul-Ost                                                                                |
| Garten-Pavillons         | Ecklaube                                       | Blumenstraße 21 (Villa August Herrmann) (Lage)                                                            | Niederlößnitz  | um 1894                   | T ED. Die Laube aus Lattenwerk mit einem Zeltdach steht direkt an der Grundstücksecke zur Kreuzung. | Ecklaube Blumenstraße 21 |
| Garten-Pavillons         | Gartenpavillon                                 | Hohe Straße 4 (Landhaus Edmund Kießling) (Lage)                                                           | Kötzschenbroda | 1914                      | T ED. Der Gartenpavillon steht direkt an der Grundstücksecke. | Landhaus Edmund Kießling, Pavillon                                                                                                 |
| Garten-Pavillons         | Eckpavillon                                    | Lessingstraße 1 (Hertwig-Bünger-Heim) (Lage)                                                              | Alt-Radebeul   | 1929                      | T ED. Der Eckpavillon steht direkt auf der Grundstücksecke. | Eckpavillon Hertwig-Bünger-Heim |
| Garten-Pavillons         | Gartenpavillon                                 | Lößnitzgrundstraße 2 (Villa Agnes) (Lage)                                                                 | Oberlößnitz    | um 1900                   | T ED. Kioskartige, achteckige Gartenlaube mit Holzstabgittern und Welscher Kupferhaube mit Spitze und Wetterfahne. | Gartenpavillon an der Villa Agnes                                                                                                  |
| Garten-Pavillons         | Gartenpavillon                                 | Ludwig-Jahn-Straße 2 (Lage)                                                                               | Kötzschenbroda | um 1890                   | ED. Hölzerne, achteckige Gartenlaube mit Brettsägearbeiten und Ornamenten im Stil deutscher Renaissance, teilweise bunt verglast. Achteckiges und zweistufig pagodenähnliches Dach. | Gartenpavillon in der Ludwig-Jahn-Straße                                                                                           |
| Garten-Pavillons         | Gartenpavillon                                 | Ludwig-Richter-Allee 24 (Mietvilla Heinrich Schrader) (Lage)                                              | Niederlößnitz  | um 1910                   | T ED. Der Gartenpavillon mit gebrochenem Zeltdach steht hoch oben auf einer Stützmauer auf der Grundstücksecke über der Straßenkreuzung. | Gartenpavillon an der Mietvilla Heinrich Schrader                                                                                  |
| Garten-Pavillons         | Pavillon                                       | Mohrenstraße 5 (Meyerburg) (Lage)                                                                         | Niederlößnitz  | 1910–11                   | T ED. Pavillon mit spitzem Zeltdach an der südwestlichen Grundstücksecke der Meyerburg, links oben deren Turmspitze. | Pavillon an der südwestlichen Grundstücksecke der Meyerburg, links oben deren Turmspitze. Blick die Straße Altfriedstein hinunter. |
| Garten-Pavillons         | Gartenpavillon                                 | Moritzburger Straße 51 (Mohrenhaus) (Lage)                                                                | Niederlößnitz  | um 1870                   | T DNA. Achteckiger, gemauerter Gartenpavillon mit hoher Kuppel. Auf drei Seiten durch gusseiserne Tudorbögen auf Säulen geöffnet. | Gartenpavillon am Mohrenhaus |
| Garten-Pavillons         | Gartenpavillon                                 | Obere Bergstraße 1 (Villa Obere Bergstraße 1) (Lage)                                                      | Niederlößnitz  | 1902                      | T ED. Eckpavillon in barockisierendem Jugendstil. Auf einem Bruchsteinsockel stehen Ziegelsteinpfeiler, darüber eine geschwungene Kuppel mit Laterne. Architekt Johannes Heinsius. | Eckpavillon Obere Bergstraße 1 |
| Garten-Pavillons         | Gartenpavillon                                 | Obere Bergstraße 1 (Villa Obere Bergstraße 1) (Lage)                                                      | Niederlößnitz  |                           | T ED. Schlichter, achteckiger Gartenpavillon mit flachem Zeltdach. | Holzpavillon Obere Bergstraße 1 |
| Garten-Pavillons         | Gartenpavillon, Gartenpavillon                 | Paradiesstraße 66 (Grundhof) (Lage)                                                                       | Niederlößnitz  | im 18. Jh.                | T DNA. Die zwei gleichen quadratischen Gartenpavillons vor dem Herrenhaus sind verbrettert und haben schiefergedeckte Mansarddächer. | Grundhof, Pavillons |
| Garten-Pavillons         | Gartenpavillon                                 | Pestalozzistraße 5 (Lage)                                                                                 | Alt-Radebeul   | 1897                      | ED. Aufwändiger, viereckiger Materialmusterbau eines Dachdeckergeschäfts. Die aufwendige Sanierung des „baugeschichtlich und künstlerisch bedeutend[en] sowie singulär[en]“ Pavillons wurde im Jahr 2006 mit dem Radebeuler Bauherrenpreis gewürdigt. | Gartenpavillon in der Pestalozzistraße                                                                                             |
| Garten-Pavillons         | Gartenpavillon                                 | Rennerbergstraße 5 (Lage)                                                                                 | Niederlößnitz  |                           | ED. Pavillon | Gartenpavillon Rennerbergstraße 5                                                                                                  |
| Garten-Pavillons         | Teehäuschen                                    | Spitzhausstraße 28 (Birkenhof) (Lage)                                                                     | Oberlößnitz    | 1921–25                   | T DNA. Das Teehäuschen an der hangseitigen Grundstücksecke ist ein barockisierender achteckiger Pavillon mit einer hohen achtseitigen Kuppel. Die Decke im Inneren ist als ellipsoide Mulde ausgeführt. Entwerfender Architekt war der Chemnitzer Baurat Friedrich Wagner-Poltrock. | Teehäuschen an der Hangkante im Süden                                                                                              |
| Garten-Pavillons         | Pavillon                                       | Spitzhausstraße 28 (Birkenhof) (Lage)                                                                     | Oberlößnitz    | um 1928                   | T DNA. Der Pavillon an der nördlichen Grundstücksecke ist ein ebenfalls barockisierender, jedoch rechteckiger Bau mit einem konvexen Dach. Zum Garten ein Rundbogenportal und ein die Traufe unterbrechender Dreiecksgiebel. | Pavillon an der nördlichen Umgrenzung                                                                                              |
| Garten-Pavillons         | Gartenpavillon                                 | Zillerstraße 2 (Villa Laetitia) (Lage)                                                                    | Niederlößnitz  | um 1873                   | T WLG. | Gartenpavillon Villa Laetitia |
| Pergolen                 | Pergolen                                       | Hoflößnitzstraße 60 (Winzerschule des Staatsweinguts) (Lage)                                              | Oberlößnitz    | um 1928                   | T ED. Auf der Terrasse zur Talseite (Straßenansicht) stehen an beiden Enden Pergolen auf Sandsteinpfeilern. | Winzerschule des Staatsweinguts: Substruktion und Pergolen                                                                         |
| Brunnen, Wasserbecken    | Wasserbecken                                   | Augustusweg 48 (Haus Sorgenfrei) (Lage)                                                                   | Oberlößnitz    | 1786–89                   | T WLG. In der französischen Gartenanlage des unteren Lustgartens, vor dem Gartensaal (heute Restaurant), befindet sich ein Wasserbecken mit einer Sphinx. | Wasserbecken Haus Sorgenfrei |
| Brunnen, Wasserbecken    | Wasserbecken                                   | Augustusweg 82 (Landhaus Kurt Albrecht) (Lage)                                                            | Oberlößnitz    | 1909–12                   | T WLG. Das Wasserbecken steht in einem Garten mit altem Baumbestand. | Von außen nicht einsehbar. |
| Brunnen, Wasserbecken    | Brunnenanlage                                  | Barkengasse 6 (Hohenhaus) (Lage)                                                                          | Zitzschewig    | um 1870                   | T WLG. Die Brunnenanlage liegt im Park in den ehemaligen Weinbergterrassen. Sie wird von einer Statuette (Winzer) geschmückt. Die zur Brunnenanlage führende Freitreppe wird von zwei, ebenfalls von der Firma Ernst March stammenden, Tierfiguren flankiert (Schaf und Widder). | Brunnenanlage |
| Brunnen, Wasserbecken    | Schalenbrunnen                                 | Bodelschwinghstraße 8 (Villa Ernst Louis Kempe) (Lage)                                                    | Niederlößnitz  | 1904–06                   | T DNA. Ein großer Schalenbrunnen steht im Garten. | Von außen nicht einsehbar. |
| Brunnen, Wasserbecken    | Kaskadenbrunnen                                | Dr.-Külz-Straße 25 (Villa Dr.-Külz-Straße 25) (Lage)                                                      | Niederlößnitz  | um 1905                   | T ED. Freistehender dreischaliger Kaskadenbrunnen mit barockisierendem Grottenwerk. | Kaskadenbrunnen Villa Dr.-Külz-Straße 25                                                                                           |
| Brunnen, Wasserbecken    | Fontänenanlage mit Figurengruppe               | Rondell Dr.-Schmincke-Allee (Fontainenplatz) (Lage)                                                       | Serkowitz      | um 1880                   | T SG WLG. Auf dem von den Gebrüdern Ziller auf eigene Kosten errichteten Fontainenplatz in der Dr.-Schmincke-Allee steht ein Wasserbecken mit einer 2008 wieder inganggesetzten Fontänenanlage. Das Bassin ist von der Figurengruppe Vier Jahreszeiten umgeben, die aus vier Figuren der Tonwarenfabrik Ernst March auf Postamenten besteht. | Fontainenplatz: Fontänenanlage mit Figurengruppe                                                                                   |
| Brunnen, Wasserbecken    | Schalenbrunnen                                 | Heinrich-Heine-Straße 10 (Villa Bernhard Große) (Lage)                                                    | Niederlößnitz  | 1891–94                   | T DNA. Der Schalenbrunnen steht in der originalen Gartenanlage, deren Wegeführungen und -einfassungen bis heute erhalten sind. | Villa Bernhard Große: Schalenbrunnen zur Kreuzung hin                                                                              |
| Brunnen, Wasserbecken    | Wasserbecken                                   | gegenüber Karl-May-Straße 5 (Karl-May-Museum) (Lage)                                                      | Alt-Radebeul   | 1932                      | T WLG. Das herzförmige Wasserbecken ist der Endpunkt der als modellierte Wasserläufe geschaffenen Wasserkunst im 1932 angelegten Karl-May-Gedächtnishain. Dieser liegt gegenüber dem Karl-May-Museum im ehemaligen Obstgarten des Schriftstellers. | Herzförmiges Wasserbecken im Karl-May-Gedächtnishain                                                                               |
| Brunnen, Wasserbecken    | Wandbrunnen                                    | Ledenweg 2 (Hofmann-Villa) (Lage)                                                                         | Kötzschenbroda | 1915                      | T WLG. Der 3 m hohe, zweischalige Wandbrunnen steht vor der Südterrasse. Er wird von einer 1 m hohen Knabenfigur gekrönt, die einen wasserspeienden Fisch im Arm hält. Der Sockel ist mit Seetieren und Muscheln geschmückt. | Wandbrunnen vor der Hofmann-Villa                                                                                                  |
| Brunnen, Wasserbecken    | Brunnen                                        | Meißner Straße 59 (Villa Gotthold Schilling) (Lage)                                                       | Alt-Radebeul   | um 1893                   | T ED. Im Vorgarten steht ein Brunnen, bestehend aus Wasserbecken mit Brunnenschale. | Schalenbrunnen vor der Villa Gotthold Schilling                                                                                    |
| Brunnen, Wasserbecken    | Wasserbecken                                   | Meißner Straße 159 (Villa Tanger) (Lage)                                                                  | Kötzschenbroda | 1873                      | T WLG. Im Garten steht ein Wasserbecken mit einer Sandsteineinfassung sowie einer Mittelschale. | Wasserbecken vor der Villa Tanger                                                                                                  |
| Brunnen, Wasserbecken    | Wasserbecken                                   | Neue Straße 12 (Villa Krüger) (Lage)                                                                      | Kötzschenbroda | 1858                      | T WLG. In dem parkartigen Garten stehen ein rundes Wasserbecken mit Springbrunnen sowie Vasen auf Postamenten. | Wasserbecken mit Springbrunnen, Neue Straße 12                                                                                     |
| Brunnen, Wasserbecken    | Steintrog                                      | Prof.-Wilhelm-Ring 1 (Altfriedstein) (Lage)                                                               | Niederlößnitz  | um 1790                   | T ED. Der Steintrog mit Delphin ist ein Rest der ehemaligen Wasserversorgung von Schwarzes Teich. Der Steintrog mit Delphin wurde nach Neufriedstein versetzt. | Friedstein: „Steintrog mit Delphin“                                                                                                |
| Brunnen, Wasserbecken    | Brunnen                                        | Spitzhausstraße 28 (Birkenhof) (Lage)                                                                     | Oberlößnitz    | um 1928                   | T DNA. Der Brunnen besteht aus einer Wasserschale und einem davorstehenden, sich nach unten verjüngenden Pfeiler. | Von außen nicht einsehbar. |
| Brunnen, Wasserbecken    | Wandbrunnen                                    | Steinbachstraße 21 (Steinbachhaus) (Lage)                                                                 | Serkowitz      | 1915                      | T ED. Der in der Hauptansicht auf der Nordseite befindliche Wandbrunnen wurde 1915 vom Bildhauer Richard König geschaffen. Er hat ein halbrundes Becken, darüber eine Rundbogennische mit Eierstableiste. Seitlich stehen Figurenaufsätze mit Köpfen und Putten mit gotisierenden Motiven. | Brunnen Steinbachhaus |
| Brunnen, Wasserbecken    | Wasserbecken                                   | Wackerbarthstraße 1 (Schloss Wackerbarth) (Lage)                                                          | Niederlößnitz  | im 18. Jh.                | T SG WLG. Vor der Substruktion des Belvederes steht ein Wasserbecken mit Blumenschale, dazu das Familienwappen von Christian Friedrich von Gregory. Brunneninschrift: „MENSCHENGESCHLECHTER / ZIEHEN VORÜBER WIE DIE / SCHATTEN VOR DER SONNE“. | Schloss Wackerbarth: Brunnen unter Belvedere                                                                                       |
| Brunnen, Wasserbecken    | Wasserbecken mit Fontäne                       | Wackerbarthstraße 1 (Schloss Wackerbarth) (Lage)                                                          | Niederlößnitz  | 1727–29                   | T SG WLG. Vor der Südseite des Schlosses liegt als Teil der Vorgartenanlage ein großes Wasserbecken, darin eine hohe Fontäne. | Wasserbecken mit Fontäne vor Schloss Wackerbarth                                                                                   |
| Brunnen, Wasserbecken    | Wasserbecken                                   | Weinbergstraße 26 (Haus Jordan) (Lage)                                                                    | Oberlößnitz    | um 1867                   | T DNA. Das Rundbecken mit einem darinstehenden Schalenbrunnen bildet einen Teil der Reste der originalen Gartenarchitektur in Form eines streng symmetrisch angelegten Blumengartens. | Haus Jordan mit Nebengebäuden und Gartenanlage. Blick vom Spitzhaus                                                                |
| Bewässerungs-Bauten      | Mundloch des Gießmannschen Tunnels             | Burgstraße (Lage)                                                                                         | Niederlößnitz  | 1876–78                   | ED. Das Mundloch des Gießmannschen Tunnels (Wassertunnel von Schwarzes Teich zur Bewässerung des ehemaligen Badhotels, Burgstraße 2) kommt auf der westlichen Straßenseite oberhalb der Bebauung aus den Weinbergen. Die zinnengekrönte Sandsteinwand hat eine nachträglich zugesetzte Rundbogenöffnung mit Kämpferbändern und einem Schlussstein mit Datierung. Der Tunnel ist 2 m hoch und 1 m breit sowie 309 m lang, davon 34 m ausgemauert.                                                                         | Mundloch in der Burgstraße |
| Bewässerungs-Bauten      | Brunnenhaus                                    | Finstere Gasse 5 (Winzerhaus Erdmann) (Lage)                                                              | Niederlößnitz  | um 1724                   | T SG WLG. Auf dem Grundstück des ursprünglich als Oberes Winzerhaus zum Minckwitzschen Weinberg gehörenden Haus Erdmann steht ein Brunnenhaus. | Haus Erdmann, Rückseite mit Brunnenhaus                                                                                            |
| Bewässerungs-Bauten      | Brunnenhaus                                    | Graue-Presse-Weg 62 (Tautzschgenhof) (Lage)                                                               | Wahnsdorf      | um 1911                   | T DNA. Am Zufahrtsweg steht ein kleines, polygonales Brunnenhaus mit geschweiftem Dach. | Von außen nicht einsehbar. |
| Bewässerungs-Bauten      | Brunnenhaus                                    | Haidebergstraße 20 (Kurhaus Wettin) (Lage)                                                                | Oberlößnitz    | 1927                      | T ED. Das im Hof stehende Brunnenhäuschen ist verbrettert und hat ein geknicktes Zeltdach. Es wurde vermutlich 1927 als Pumpenhaus errichtet. | Brunnenhaus Kurhaus Wettin |
| Bewässerungs-Bauten      | Brunnenhaus                                    | Weinbergstraße 10 (Meinholdsches Turmhaus) (Lage)                                                         | Oberlößnitz    | vermutlich 18. Jh.        | T DNA. Das Brunnenhaus war mit der Straken-Wasserleitung der Hoflößnitz verbunden. | Von außen nicht einsehbar. |
| Talutmauern              | Talutanlage                                    | Kynastweg 2 (auf dem Krapenberg) (Lage)                                                                   | Zitzschewig    | 1862                      | ED. Die Talutanlage ist eine aus sechs Talutmauern bestehende Anlage mit fünf Quartieren, ehemals zum witterungsgeschützten Anbau von Edelobst und Tafeltrauben. Sie ist als einzige in Deutschland noch fast vollständig erhalten. | Talutanlage auf dem Krapenberggelände, von der Spitze des Krapenberg aus                                                           |
| Trafostationen           | Trafostation                                   | Augustusweg / Nizzastraße (Lage)                                                                          | Serkowitz      | um 1950                   | ED. Zwei hölzerne Stützsäulen mit den Figuren eines Winzers und einer Gärtnerin vom Bildhauer Reinhold Langner (1905–1957) stehen in der Eingangsnische. | Trafohaus mit zwei hölzernen Figuren von Reinhold Langner                                                                          |
| Trafostationen           | Blockstation                                   | Lößnitzgrundstraße 19 (am Eingang zu Winzerhaus, ehemaliges Backhaus und Toranlage der Hoflößnitz) (Lage) | Oberlößnitz    | 1949                      | T SG WLG. Blockstation rechts der Toranlage zur Hoflößnitz. Kleiner Bau mit hohem Walmdach in der Art älterer Weinbergsarchitektur, errichtet 1949 zur „reibungslose[n] Energieversorgung für die Quartiere und Kasino der Besatzungsmacht“. | Trafostation Hoflößnitz |
| Trafostationen           | Trafoturm Meißner Straße                       | Meißner Straße / Einsteinstraße (Lage)                                                                    | Alt-Radebeul   | um 1910                   | ED. Eingeschossiger, quadratischer Baukörper mit einem hohen, turmartigen Helm mit Schleppgauben. Unter der blechverkleideten Spitze befinden sich Durchführungsisolatoren für den Anschluss der ehemaligen Freileitungen. | Trafoturm Meißner Straße |
| Wartehallen              | Wartehalle                                     | Augustusweg 2 (Haltepunkt Weißes Roß) (Lage)                                                              | Serkowitz      | 1911–13                   | T ED. Die Wartehalle der Lößnitzgrundbahn ist ein halboffenes, verbrettertes Fachwerk mit Pultdach. Nahebei steht das Bahnwärterhaus mit Fahrkartenschalter und Warteraum. | Wartehalle vom Schmalspur-Haltepunkt Weißes Roß                                                                                    |
| Weitere Funktions-Bauten | Ausschank, „Schankbude“                        | Altnaundorf 21 (Dreiseithof Altnaundorf 21) (Lage)                                                        | Naundorf       | 1905                      | T ED. Schanklaube aus Fachwerk mit Rundbögen sowie einem Satteldach. Volkstümliche Ausmalung im Inneren aus der Bauzeit. | Schankbude Altnaundorf 21 |
| Weitere Funktions-Bauten | Eiskeller                                      | Augustusweg 110 (Jägerberg) (Lage)                                                                        | Oberlößnitz    | um 1844                   | T WLG. Der Eiskeller in der Hofmitte des Anwesens ist ein kleines Haus mit Staffelgiebeln und fialartigen Aufsätzen. Hinzu kommen ein dekorierter Schornstein und eine Schulterbogentür in einer Spitzbogenblende. | Von außen nicht einsehbar. |
| Weitere Funktions-Bauten | Weinausschank, Eiskeller?                      | Schildenstraße 13 (Lage)                                                                                  | Alt-Radebeul   | um 1830 oder um 1898      | ED. Der zweigeschossige, unterkellerte Pavillon entstand entweder um 1830 als Weinbergshaus oder eventuell um 1898 als Eiskeller im Zusammenhang mit dem nahegelegenen Knötzsch’s Weinrestaurant. Der gelbe Ziegelbau mit roter Backsteingliederung hat ein flaches Satteldach mit Krüppelwalm-Sparrengiebel zur Straßenfront. Die Rechteckfenster im Erdgeschoss und die Rundbogenfenster im Obergeschoss werden großenteils durch Sandsteingewände eingefasst.                                                         | Eiskeller Knötzsch’s Weinrestaurant                                                                                                |
| Weitere Funktions-Bauten | Badehaus                                       | Kynastweg 26 (Kynast) (Lage)                                                                              | Zitzschewig    | um 1750                   | T WLG. Das kleine eingeschossige Badehaus direkt hinter dem Herrenhaus diente zum Sammeln des von den Berghängen herangeführten Wassers. | Von außen nicht einsehbar. |
| Weitere Funktions-Bauten | Atelierpavillon Otto Jantzen                   | Ledenweg 31 (Lage)                                                                                        | Niederlößnitz  | 1905                      | ED. Der eingeschossige Atelierbau ist eine Mischung aus Neobarock und Jugendstil. Er wurde vom Architekten Johannes Heinsius entworfen. | Atelierpavillon Otto Jantzen, Foto 1994                                                                                            |
| Funktions-Steine         | Triangulations-Pfeiler                         | Altwahnsdorf 12 (Lage)                                                                                    | Wahnsdorf      | 1865                      | ED. Inschrift: „Station WAHNSDORF der Kön. Sächs. Triangulirung 1865.“ | Triangulationspfeiler (Wahnsdorf)                                                                                                  |
| Funktions-Steine         | Reiterstein                                    | Weinbergstraße 34 (Haus Hermannsberg) (Lage)                                                              | Oberlößnitz    | vermutlich 19. Jh.        | T ED. Der Reiterstein befindet sich vor dem großen Wirtschaftstor im linken Anbau. | Reiterstein am Haus Hermannsberg                                                                                                   |